# Al-Musajfira
Al-Musajfira (arab. المسيفرة) – miasto w Syrii, w muhafazie Dara. W 2004 roku liczyło 10 466 mieszkańców.